# Orrick, Herrington & Sutcliffe
Orrick, Herrington & Sutcliffe LLP (kurz: Orrick) ist eine internationale Rechtsanwaltskanzlei mit über 1200 Rechtsanwälten in weltweit rund 25 Büros. In Deutschland ist die Kanzlei seit 2008 vertreten, als Orrick mit der unabhängigen Sozietät Hölters & Elsing zu Orrick Hölters & Elsing fusionierte. 2013, nach Ausstieg des Namenspartners Wolfgang Hölters, benannten sich die deutschen Standorte – nunmehr Düsseldorf und München – in Orrick, Herrington & Sutcliffe um.

## Hintergrund
Gegründet wurde Orrick im Jahr 1863 in San Francisco. Dort beriet die Kanzlei unter anderem bei der Finanzierung des Baus der Golden Gate Bridge und bei der Ausarbeitung des California Corporate Securities Act.
Der Hauptsitz von Orrick, Herrington & Sutcliffe LLP befindet sich in San Francisco. Die Kanzlei hat über 1200 Rechtsanwälte und ist mit rund 25 Standorten in Europa, Asien, Nordamerika, und dem Nahen Osten in allen wichtigen Wirtschaftsregionen vertreten. In Deutschland bestehen zwei Büros in Düsseldorf und München.
Seit 2013 ist Oliver Duys, seit 2019 auch Christoph Brenner Co-Managing Partner (Germany) in der deutschen Geschäftsführung.
Orrick gehört zu den Gründungsmitgliedern von Pro bono e.V.

## Aktivitäten
In Deutschland berät die Kanzlei besonders zu Venture-Capital- und Private-Equity-Transaktionen sowie bei Schiedsverfahren und Prozessen. Zudem deckt die Kanzlei die Bereiche Arbeitsrecht, Aktien- und Kapitalmarktrecht, Bank- und Finanzrecht, Compliance, Datenschutzrecht, Gesellschaftsrecht/Corporate und M&A, Insolvenzrecht und Restrukturierungen, Kartell-, Wettbewerbs- und Investitionsrecht sowie Steuerrecht ab.
Die Kanzlei veröffentlicht Leitfäden, um Investoren und Gründer zu Themen wie grenzüberschreitende Finanzierung, Risikokapitalgeschäfte, Risikofinanzierungen und Expansionsprojekte in den USA sowie Risikokapital für Unternehmen zu beraten. Im Jahr 2019 wurden zudem die Orrick Legal Ninja Series (OLNS) gegründet, deren Leitfäden Überblicke zu aktuellen rechtlichen Entwicklungen geben, die für deutsche Start-ups und Tech-Unternehmen und ihre Investoren besonders wichtig sind.
Orrick vertritt die Bundesrepublik Deutschland im Schiedsverfahren um die gescheiterte PKW-Maut, in dem eine Schadensersatzforderung in Höhe von 560 Millionen Euro geltend gemacht wird.

## Veranstaltungen
In Düsseldorf sitzt die Kanzlei seit 2011 im Orrick-Haus an der Heinrich-Heine-Allee. In München seit 2020 am Lenbachplatz. In den Räumlichkeiten von Orrick finden regelmäßig auch Veranstaltungen statt, so 2019 die fünfte Fashion Revolution Night Düsseldorf der globalen not-for-profit Initiative Fashion Revolution, zu der neben mehreren Podiumsdiskussionen zum Thema „Changing Business Models in Fashion“ und einer Live-Band auch ein Showroom gehörte, in dem eine Reihe von Start-ups sich und ihre Produkte präsentierten.

## Rezeption
Im Jahr 2020 wurde die Kanzlei in Deutschland von JUVE Verlag für juristische Information in deren Azur100 Arbeitgeberranking auf Platz 32 geführt und hat im Oktober des gleichen Jahres den JUVE Award für die Anwaltskanzlei des Jahres im Bereich Dispute Resolution gewonnen.
2021, 2019 und 2017 wurde die Kanzlei für den JUVE Award als Anwaltskanzlei des Jahres im Bereich Private Equity & Venture Capital nominiert.